# مقابله با دانشجویان در دولت نهم
این مقاله به تنش‌های بین دولت و گروه‌های دانشجویی در دولت اول محمود احمدی‌نژاد می‌پردازد.

## ۱۳۸۵
دفتر انجمن اسلامی دانشگاه امیر کبیر با تأیید رئیس و نماینده ولی فقیه در دانشگاه امیر کبیر در صبحگاه جمعه ششم مرداد ماه تخریب و اموال آن ضبط شد.

## ۱۳۸۶
- ۳۰۹ دانشجو با محرومیت از تحصیل، ممنوع‌الورود شدن، احضار به کمیته انضباطی، احضار به دادگاه، بازداشت (کمتر از یک هفته) مواجه شدند.[۳]
- بیش از ۴۰ تن از اساتید دانشگاه‌ها اخراج شدند.[۳]
- بیش از ۹۰ نشریه دانشجویی توقیف شد.[۳]
- ۹۵ دانشجو برای مدت حداقل یک هفته در بازداشت بودند.[۴]
- سعید درخشندی، ابوالفضل جهاندار، احسان منصوری، مجید توکلی، احمد قصابان و یعقوب مهرنهاد تقریباً در تمامی روزهای سال ۱۳۸۶ در زندان بودند.[۳]
- کشته شدن ابراهیم لطف‌اللهی در بازداشتگاه وزارت اطلاعات در سنندج.[۳]
- کشته شدن زهرا بنی یعقوب در بازداشتگاه نیروی انتظامی در همدان.[۳]
- قتل سمیه کاکاوند دانشجوی رشته حقوق دانشگاه میبد یزد توسط یک مأمور نیروی انتظامی.[۵]
- صدور حکم اعدام برای یعقوب مهرنهاد در زاهدان.[۴]

### نشریات دانشجویی دانشگاه امیرکبیر
ابتدا ۸ نفر در این رابطه دستگیر شدند و نهایتاً سه نفر (مجید توکلی، احمد قصابان و احسان منصوری) چندین ماه در زندان، زیر شکنجه به سر بردند و برای آن‌ها به ترتیب به سه، دو و نیم و دو سال زندان صادر شد.
اول آبان ۱۳۸۶ تعدای از نشریات دانشجویی در اعتراض به حکم مدیران مسئول بازداشتی نشریات دانشگاه امیرکبیر و اعتقاد به بیگناهی آن‌ها طبق اظهارات و تکذیب صریح آنان، و برای درخواست تبرئه و آزادی این دانشجویان نشریه خود را سفید منتشر کردند.
ابتدا دادگاه عمومی دستور آزادی این سه نفر را با وثیقه ۸۰ میلیون تومانی صادر کرد اما مسوولان اجرایی زندان اوین دستور دادگاه را اجرا نکردند. وکالت پرونده آن‌ها بر عهده محمدعلی دادخواه بود.

### پلمپ دفتر تحکیم وحدت
روز ۱۸ تیر ۱۳۸۶ اعضای شورای مرکزی دفتر تحکیم وحدت که در مقابل در اصلی دانشگاه امیرکبیر در اعتراض به دربند بودن دانشجویان امیرکبیر و گرامی‌داشت سالروز ۱۸ تیرماه تحصن کرده بودند بازداشت شدند. همان روز نیروهای امنیتی به سازمان ادوار تحکیم وحدت حمله کرده و تیر هوایی شلیک کردند و اعضای آن را بازداشت کردند و دفتر را پلمپ کردند.

### دستگیری بیش از ۴۰ دانشجوی طیف اصلاح‌طلب
در ماه آذر بیش از ۴۰ تن از دانشجویان طیف اصلاح‌طلب دستگیر شدند. بعضی از آن‌ها در دی ماه با وثیقه‌های سنگین آزاد شدند. اما بعضی از آن‌ها همچنان در بازداشت به سر می‌برند و تحت شکنجه برای اعترافات تلویزیونی قرار دارند.

### اخراج از دانشگاه و تعلیق
در سال ۱۳۸۶، ۳۰۹ دانشجو با محرومیت از تحصیل، ممنوع‌الورود شدن، احضار به کمیته انضباطی، احضار به دادگاه، بازداشت (کمتر از یک هفته) مواجه شدند و بیش از ۴۰ تن از اساتید دانشگاه‌ها اخراج شدند.

## ۱۳۸۷

### تداوم محرومیت از تحصیل دانشجویان منتقد
محروم کردن دانشجویان منتقد از ادامه تحصیل که از سال ۱۳۸۵ آغاز شده بود همچنان ادامه یافت. سازمان سنجش از ارائه کارنامه به ۲۳۰ دانشجو، که توسط نرم‌افزار تقلب‌یاب متقلب تشخیص داده شده بودند، خودداری کرد. به عقیده برخی سازمان سنجش از این ابزار برای جلوگیری از تحصیل دانشجویان منقد بهره می‌گیرد. یکی از دانشجویان منتقد در سال ۱۳۸۷ ورودی جدید پ. ع از دانشگاه اخراج و متحمل ۷ سال محرومیت از تحصیل در دانشگاه‌های دولتی شد.

#### شهریور
نامه وزارت علوم به دیوان عدالت اداری پیرامون دلایل ندادن کارنامه به یکی از دانشجویان توسط رسانه‌های دانشجویی منتشر گردید. این سند کذب بودن ادعای مسئولان وزارت علوم مبنی پیرامون ممنوع‌التحصیل کردن دانشجویان منتقد را اثبات کرد.
- پنج دانشجوی دانشگاه خواجه نصیرالدین طوسی به دلیل انتقاد از حسن رحیم پور ازغدی در جریان سخنرانی وی تعلیق شدند. ازغدی از هوادارن دولت احمدی‌نژاد و از اعضای شورای حفظ آثار و اندیشه‌های وی است.[۱۵]

## ۱۳۸۸
دولت پیش از برگزاری کنکور کارشناسی ارشد برخی دانشجویان که فعالیت سیاسی داشته‌اند را احضار و از آنان تعهد کتبی گرفته‌است که برای ادامه تحصیل، فعالیت سیاسی را کنار بگذارند.

## پیوند
- جزئیات حکم دادگاه عمومی دانشجویان امیرکبیر و دفاعیات وکیل https://web.archive.org/web/20080415112344/http://www.autnews.info/archives/1387,01,0008708
- سالنامه برخورد با جنبش دانشجویی در سال ۸۶ https://web.archive.org/web/20080416162632/http://www.autnews.info/archives/1387,01,0008500